# 무극초등학교
무극초등학교는 대한민국 충청북도 음성군에 있는 공립 초등학교이다.

## 학교 연혁
- 1906년 4월 5일 : 무극사립보통학교 인가
- 1907년 6월 1일 : 사립 통명학교
- 1917년 10월 1일 무극공립보통학교 인가
- 1938년 4월 1일 무극공립심상소학교로 개칭
- 1941년 4월 1일 무극공립국민학교로 개칭
- 1970년 3월 1일 용천국민학교 분리
- 1981년 3월 10일 병설유치원 개원
- 1995년 2월 28일 사정분교장 통폐합
- 1996년 3월 1일 무극초등학교로 개칭

## 참고 자료
- 무극초등학교 - 한국교육학술정보원 학교알리미